# Parafia Najświętszego Serca Jezusowego w Bregencji
Parafia Najświętszego Serca Jezusowego w Bregencji – parafia rzymskokatolicka, administracyjnie należąca do austriackiej diecezji Feldkirch. 